# Bystrzyca (województwo kujawsko-pomorskie)
Bystrzyca – wieś w Polsce położona w województwie kujawsko-pomorskim, w powiecie mogileńskim, w gminie Mogilno.

## Podział administracyjny
Wieś duchowna, własność opata benedyktynów w Mogilnie pod koniec XVI wieku leżała w powiecie gnieźnieńskim województwa kaliskiego. W latach 1975–1998 miejscowość administracyjnie należała do województwa bydgoskiego.

## Demografia
Według Narodowego Spisu Powszechnego (III 2011 r.) liczyła 83 mieszkańców. Jest 39. co do wielkości miejscowością gminy Mogilno.